# Unaveni sluncem
Unaveni sluncem (rusky Утомлённые солнцем – Utomljonnyje solncem) je ruský film z roku 1994 režiséra Nikity Michalkova, který zde hraje i hlavní roli. Druhou hlavní roli hraje Oleg Meňšikov a další významné role hrají Ingeborga Dapkūnaitová a Michalkovova vlastní dcera Naděžda Michalkovová. Film, který se odehrává během jednoho letního dne roku 1936, umělecky zachycuje rodinnou atmosféru v rodině vysokého důstojníka v době Velké čistky v Rudé armádě.
Film získal v roce 1994 cenu Oscara za nejlepší cizojazyčný film a Velkou cenu na filmovém festivalu v Cannes.
Michalkov později natočil podstatně méně úspěšná pokračování Unaveni sluncem 2: Odpor a Unaveni sluncem 3: Citadela.

## Děj
Divizní velitel Sergej Kotov (hraný Nikitou Michalkovem), přesvědčený komunista, hrdina ruské občanské války, člen staré gardy bolševiků a přímý spolupracovník Josifa Stalina, tráví odpočinkový letní den se svou rodinou, manželkou Marusjou (hranou Ingeborgou Dapkūnaitovou) a dcerou Naďou (hranou Michalkovovou vlastní dcerou Naděždou Michalkovovou), v rodinném sídle, kde vyrůstala jeho manželka a kde jsou její příbuzní a známí z dětství a kde také do jisté míry přežívá duch intelektuální společnosti předrevolučního období.
Nejprve je idyla přerušena zoufalým zemědělcem, který se od Kotova dožaduje pomoci proti vojenskému cvičení, které se začalo odehrávat na polích se pšenicí a hrozí zničit úrodu. Kotov se neochotně rozhodne pomoci, dojede na místo a za pomoci vypůjčené vojenské čepice se nechá poznat od vedoucího důstojníka, který zná jeho propagační portréty s čepicí a z profilu. Vyžádá si spojení na velitele operace, kterým je maršál SSSR Michail Tuchačevskij, jehož oslovuje důvěrně „Míšo“ a přesvědčí ho, aby cvičení přesunul jinam. Je dále středem všeobecného obdivu a zásah potěší i jeho manželku.
Po návratu do domu zpět se objeví další překvapení. Po letech se vrací Miťa (hraný Olegem Meňšikovem), který v domě vyrůstal jako žák Marusjina otce a později byl Marusjiným nápadníkem, než bez vysvětlení zmizel. Všichni se s ním znají a vítají ho a vychází najevo, že ho odjinud zná dokonce i Kotov. Pro Marusju je setkání emociálně vyčerpávající (později vychází najevo, že se kvůli jeho zmizení dokonce pokusila o sebevraždu a dlouho trvalo, než se z něj vzpamatovala), malé Nadě je představen jako „strýc Miťa“.
V rámci výpravy na místní přírodní koupaliště, která končí humornou scénou cvičení civilní obrany proti plynovému útoku, Miťa Marusje připomíná šťastné mládí, což ona opět těžce nese. Po návratu vypráví Miťa Nadě „pohádku“, kde líčí svůj příběh, ovšem s jmény zúčastněných říkanými pozpátku. Vychází najevo, že když se vrátil z prohrané Ruské občanské války, kde bojoval coby šlechtic a antikomunista na straně belogvardějců, a chtěl si vzít Marusju a usadit se, byl za přispění samotného Kotova donucen odejít sloužit do Čeky a to pod pohrůžkou represí možná nejen proti sobě, ale i proti svým blízkým.
Marusja to pochopí a je na Kotova naštvaná, ale ten se obhajuje a tak se zase usmíří. Poté vychází najevo, že Miťa nepřijel jen z nostalgie za dávnými přáteli, ale přijel jako důstojník NKVD s rozkazem odvézt Kotova a že auto si pro ně přijede za dvě hodiny. Je jasné, že jde o vážnou věc, ale muži se dohodnou tvářit se před ostatními jakoby nic.
Když se ovšem při hraní kopané ztratí míč a oni se potkají opět sami dva, začnou se navzájem obviňovat: Miťa Kotovovi vyčítá, že mu sebrali nejen Marusju, ale i jeho povolání, čest a lásku k vlasti. Kotov naopak Miťovi vysvětluje, že zatímco on se vždy držel svých ideálů, tak Miťa se ještě před Kotovovým přispěním nechal přesvědčit ke zradě a pomohl unést z Paříže osm významných osobností ruského exilu, aby pak mohly být v Rusku bez soudu popraveny. A obviňuje Miťu, že jeho skutečnou motivací byly peníze, že se stal koupeným zrádcem. Kotov předpokládá, že se Miťa vrátil kvůli své osobní pomstě a je si proto jistý, že je nedotknutelný a nic mu nehrozí. Když mu ten hrozí, že mu to pak při mučení připomene, tak dokonce Miťu udeří – ale konflikt je narušen Naďou a oba muži se opět tváří jako přátelé. Před odjezdem ještě Kotov stihne absolvovat přísahu „svého“ pionýrského oddílu Stalinovi.
Ve svém absurdním divadle Miťa s Kotovem pokračují, i když přijede osobní automobil s pracovníky NKVD, kteří se vydávají za pracovníky oblastní filharmonie. Rozlučka probíhá ve veselém duchu a zpěvu písní. Malé Nadě je povoleno odřídit auto až do nejbližší zatáčky a ona se těší, že půjde s tatínkem do ZOO jindy, když to teď kvůli jeho odjezdu nejde. Zvláště po Nadině opuštění auta už ovšem Miťa zcela opouští přátelské přetvařování.
Automobil dojede k místu, kde je cesta zablokována náklaďákem, jehož zoufalý řidič už celý den hledá místo, kde měl složit náklad. Kotov mu chce poradit, ale jeden pracovník NKVD Kotova zkusí zadržet v autě. Kotov ho praští a tak se něj všichni vrhnou, zbijí ho a spoutají. Řidiče nákladního auta pak příslušník NKVD zastřelí, protože byl svědkem toho, jak Kotova v autě zmlátili příslušníci NKVD až do krve.
Závěrečná scéna zachycuje Miťův pokus o sebevraždu a následné titulky oznamují, že Kotov se přiznal a byl v srpnu 1936 popraven, jeho manželka byla odsouzena na deset let a zemřela v gulagu v roce 1940 a Naďa sice byla zatčena spolu s matkou, ale dožila se rehabilitace v roce 1956 během Chruščovovského tání.

## Obsazení
| Oleg Jevgeňjevič Meňšikov      | Miťa (Dmitrij Andrejevič Arsenťjev)                     |
| Nikita Sergejevič Michalkov    | divizní velitel Sergej Petrovič Kotov                   |
| Ingeborga Dapkūnaitė           | Marusja (Marija Borisovna Kotovová) , Kotovova manželka |
| Naděžda Nikitična Michalkova   | Naďa, dcera Kotovových                                  |
| Nina Nikolajevna Archipova     | Jelena Michajlovna                                      |
| Vladimir Adolfovič Iljin       | Kirik                                                   |
| Alla Alexandrovna Kazanskaja   | Lidija Stěpanovna                                       |
| Vjačeslav Vasiljevič Tichonov  | Vsevolod Konstantinovič                                 |
| Svetlana Nikolajevna Krjučkova | Mochovová                                               |
| Avangard Leonťjev              | řidič                                                   |
| Jevgenij Vitaljevič Mironov    | poručík – tankista                                      |
| Ljubov Rudněva                 | Ljuba                                                   |
| Inna Ivanovna Uljanova         | Olga Nikolajevna                                        |
| Andre Umanskij                 | Filipp                                                  |
| Vladimir Rjabov                | důstojník NKVD                                          |
| Vladimir Belousov              | pracovník NKVD                                          |
| Alexej Pokatilov               | pracovník NKVD                                          |
| Marat Alimžanovič Bašarov      |                                                         |